# Homalium acutissimum
Homalium acutissimum är en videväxtart som beskrevs av Ernest Friedrich Gilg. Homalium acutissimum ingår i släktet Homalium och familjen videväxter. Inga underarter finns listade i Catalogue of Life.